# Lady Powers Live at the Forum
Lady Powers Live at the Forum è il primo album dal vivo della cantante australiana Vera Blue, pubblicato il 26 ottobre 2018 dalla Universal Music Group Australia.

## Tracce
1. Magazine – 4:41
2. Give In – 4:47
3. Fingertips – 3:44
4. Settle – 4:19
5. Overachiever – 3:44
6. Patterns – 4:23
7. We Used To – 3:19
8. Interlude – 1:12
9. Private – 3:10
10. First Week – 4:14
11. Fools – 3:21
12. Hold – 4:14
13. Pedestal/Cover Me – 6:44
14. Said Goodbye to Your Mother – 4:11
15. Mended – 5:24
16. Regular Touch – 5:39
17. Lady Powers – 6:03